# Lăncier
Lăncier este termenul folosit pentru a desemna numeroase tipuri de soldați, din diverse țări și diverse epoci, elementul comun al acestora fiind că arma principală cu care luptau era lancea.
În perioada napoleoniană, lăncierii erau un tip de cavalerie ușoară sau de linie înarmată cu lănci, săbii de cavalerie ușoară și o pereche de pistoale.